# Aberconwy Abbey
Aberconwy Abbey (Aberconwayum) ist eine ehemalige Abtei der Zisterzienser in der walisischen Stadt Conwy. Das Kloster lag an der Mündung des Flusses Conwy.

## Geschichte

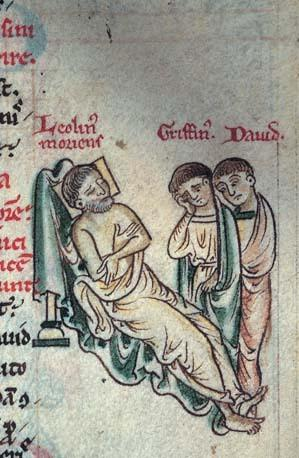
Wie viele andere Schutzherren von Klöstern trat auch Llywelyn vor seinem Tod einem Kloster bei. Er starb 1240 in Aberconwy und wird hier von seinen Söhnen Gruffydd und Dafydd betrauert. – Corpus Christi College, Cambridge. Ms. 16, f.133

Das Kloster wurde als erste Zisterziensergründung in Nordwestwales 1186 in Rhedynog-felen in der Pfarrei Llanwnda bei Caernarfon von den Fürsten von Gwynedd als Tochterkloster von Strata Florida Abbey gestiftet und gehörte damit der Filiation der Primarabtei Clairvaux an. Es wurde wegen der schlechten Lebensbedingungen am Gründungsort spätestens 1192 in das Zentrum von Conwy verlegt, wo es sich zur bedeutendsten Zisterzienserabtei in Nordwales entwickelte. Das am Flussufer in Conwy gelegene Kloster diente dem Haus Gwynedd als Hauskloster und Begräbnisstätte. Hier wurden unter anderem bestattet;
- Llywelyn ap Iorwerth (Llywelyn der Große), † 1240;
- sein Nachfolger und Sohn Dafydd ap Llywelyn, † 1246;
- sowie sein erstgeborener Sohn Gruffydd ap Llywelyn Fawr, † 1244 bei einem Fluchtversuch aus dem Tower of London; die Abteien von Strata Floria und Aberconwy veranlassten 1248 seine Überführung hierher.

Als Hauskloster des walisischen Herrscherhauses wurde es insbesondere 1199 von Llywelyn ap Iorwerth reich ausgestattet und erreichte auch aufgrund seiner Unterstützung für die Fürsten von Gwynedd Bedeutung. Am 9. November 1277 wurde in dem Kloster der Vertrag von Aberconwy geschlossen, der den ersten Feldzug des englischen Königs Eduard I. gegen Wales beendete. Nach seinem zweiten Feldzug gegen Wales bewegte Eduard I. die Mönche 1283, das Klostergelände für Bau der Burg Conwy Castle und der Stadt Conwy zur Verfügung zu stellen. Als Entschädigung erhielten die Mönche über 386 Pfund, worauf sie sich als neuen Bauplatz für das Kloster auf einen rund 12 km flussaufwärts und südlich von Conwy gelegenen Ort festlegten. Die bisherige Klosterkirche wurde zur Pfarrkirche der neuen Stadt Conwy. Eduard I. betrachtete das neue Kloster bei Maenan (auch als Aberconwy II bezeichnet) als königliche Stiftung und war bei der Weihe anwesend. Das Kloster wurde im März 1537 aufgelöst und an die Familie Wynne übergeben.

## Bauten und Anlage

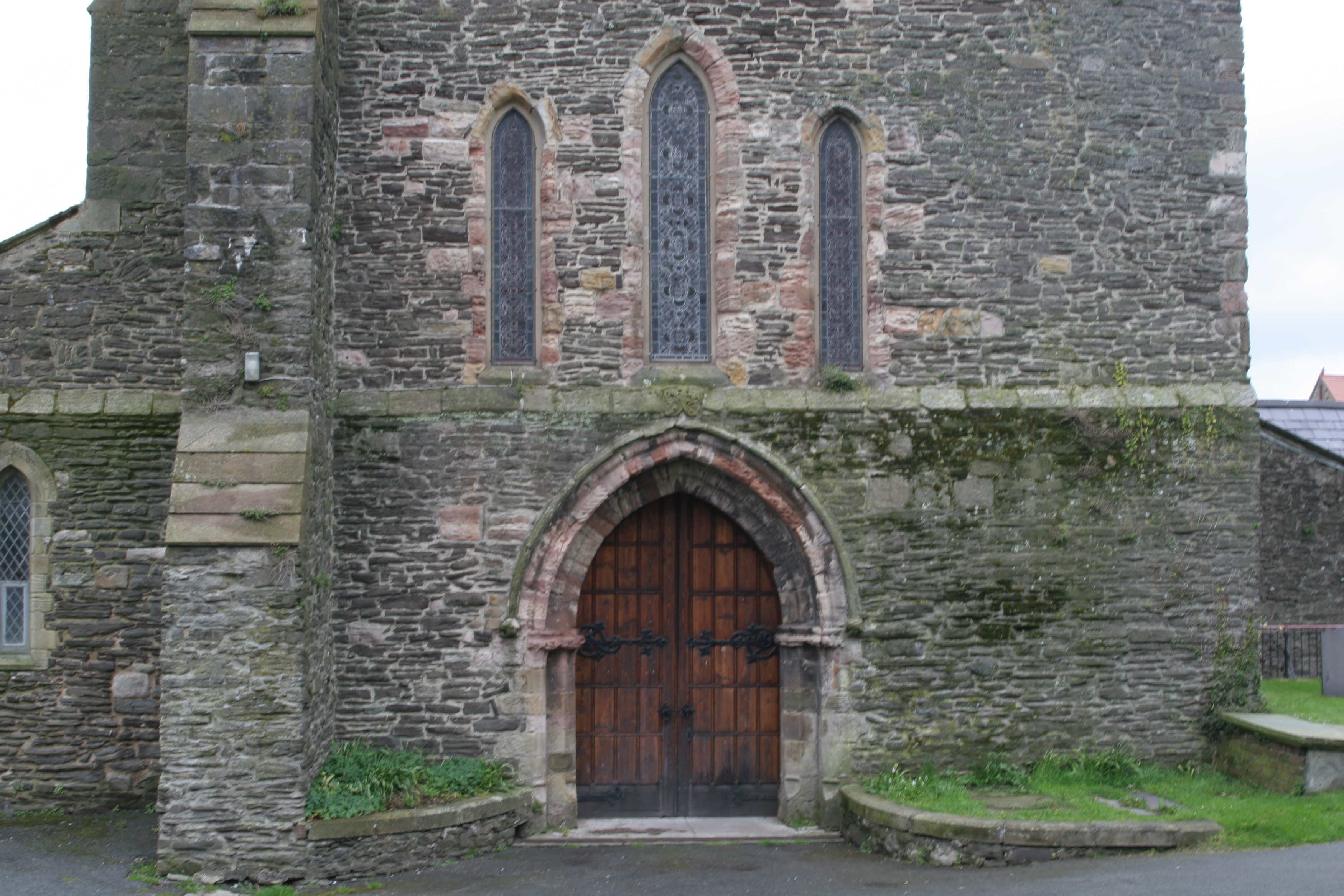
Eingang der ehemaligen Klosterkirche in Aberconwy

Die mehrfach umgebaute Kirche in Conwy besitzt noch im Westen und Osten den ursprünglichen Baubestand. Turm, Schiff und Sakristei stammen aus der Zeit um 1300 und das südliche Querhaus aus dem frühen 14. Jahrhundert, die Seitenschiffe aus der Mitte des 14. Jahrhunderts. Die hölzerne Einrichtung ist teils aus dem 15. Jahrhundert. Von den im Norden der Kirche gelegenen Klausurgebäuden in Conwy ist nichts erhalten.
In Maenan wurden nach der Auflösung des Klosters sämtliche Bauten bis auf die Fundamente abgebrochen und als Baumaterial nach Caernarfon transportiert. Im Bereich des Westflügels der Klausur, eventuell an der Stelle des Abthauses, wurde das Herrenhaus der Familie Wynne errichtet. Anstelle des Herrenhauses wurde von 1848 bis 1852 das heute noch vorhandene Maenan Abbey Hotel erbaut. Östlich des heutigen Hotels wurden 1963 durch L.A.S. Butler Reste der Ostklausur und der Abteikirche freigelegt. Die Kirche war eine kreuzförmige Anlage mit gerade geschlossenem Chor, und die Klausur lag – wie schon in Conwy – im Norden der Kirche.